# Zamarada dorsiplaga
Zamarada dorsiplaga là một loài bướm đêm trong họ Geometridae.